# Calamus pulaiensis
Calamus pulaiensis är en enhjärtbladig växtart som beskrevs av Odoardo Beccari. Calamus pulaiensis ingår i släktet Calamus och familjen Arecaceae. Inga underarter finns listade i Catalogue of Life.